# Jens Ege
Jens Vilhelm Ege (født 16. december 1925, død 7. januar 2018) var en dansk jurist, tidligere modstandsmand og diplomat.
Jens Ege gik på gymnasiet i Svendborg, og allerede i gymnasietiden lavede han små sabotagehandlinger mod tyskerne. Senere blev han cykelbud for modstandsbevægelsen. Han bistod under besættelsen professor Carsten Høeg med at organisere centralkartoteket over landssvigere, stikkere og kollaboratører, der skulle anholdes og interneres ved Danmarks befrielse (Interneringskartoteket). Han udgav sammen med Eli Fischer-Jørgensen i 2005 en bog om begivenhederne og gruppens arbejde.
I 1947-48 var han adjudant for Udenrigsministeriets forbindelsesofficer i Sydslesvig, blev cand.jur. 1951 og fik dernæst adskillige udstationeringer. I 1981 var han chargé d'affaires i Bangladesh og blev samme år ministerråd. Han sluttede sin udenlandske karriere som dansk generalkonsul i Berlin 1991 og blev pensioneret 1995. Han har været medlem af Flygtningenævnet og var 1995-98 valgobservatør i Afrika, Balkan og Østeuropa. Han blev Ridder af Dannebrog i 1969 og bærer også Den Islandske Falkeorden.
I 2010 holdt Ege den årlige tale juleaften i Mindelunden i Ryvangen.